# أنتريكريش لاليت لاكرا
أنتريكريش لاليت لاكرا (مواليد 22 أكتوبر 1983) هو ملاكم هندي، مثّل بلاده في الألعاب الأولمبية الصيفية 2008.

## روابط خارجية
أنتريكريش لاليت لاكرا على موقع اللجنة الأولمبية الدولية (الإنجليزية)
- أنتريكريش لاليت لاكرا على موقع أوليمبيديا (الإنجليزية)